# Yagats
Yagats, jedna od skupina Chemehuevi Indijanaca na području Amargose u istočnoj Kaliforniji, sjeverno od Tecope i južno od Doline Smrti. Geografski su se sastojali od 3 grane Sjeverni (Northern), Južni (Southern) i Pustinjski (Desert) Yagats.
Spominju se tri njihova sela, to su Pahrump na Pahrump Springsu, Moqua u Kingstone Range na Horse Thief Springsu i Nogwa na Potosi Springu.